# Ivan Kozák
Ivan Kozák (Považská Bystrica, 18 juni 1970) is een voormalig profvoetballer uit Slowakije. Hij speelde als verdediger in Slowakije, België en Duitsland gedurende zijn carrière. In 2007 beëindigde hij zijn actieve loopbaan.

## Interlandcarrière
Kozák kwam in totaal 38 keer (nul doelpunten) uit voor het Slowaaks voetbalelftal in de periode 1994-2002. Hij maakte zijn debuut voor de nationale ploeg van zijn vaderland op 16 augustus 1994 in een vriendschappelijk duel tegen Malta (1-1). Ook Marek Penksa (Eintracht Frankfurt) en Marián Zeman (Slovan Bratislava) maakten in die wedstrijd voor het eerst hun opwachting.

## Erelijst
1. FC Košice
- Slowaaks landskampioen

1997, 1998
- Slowaakse bekerwinnaar

1997